# Murilo Benício

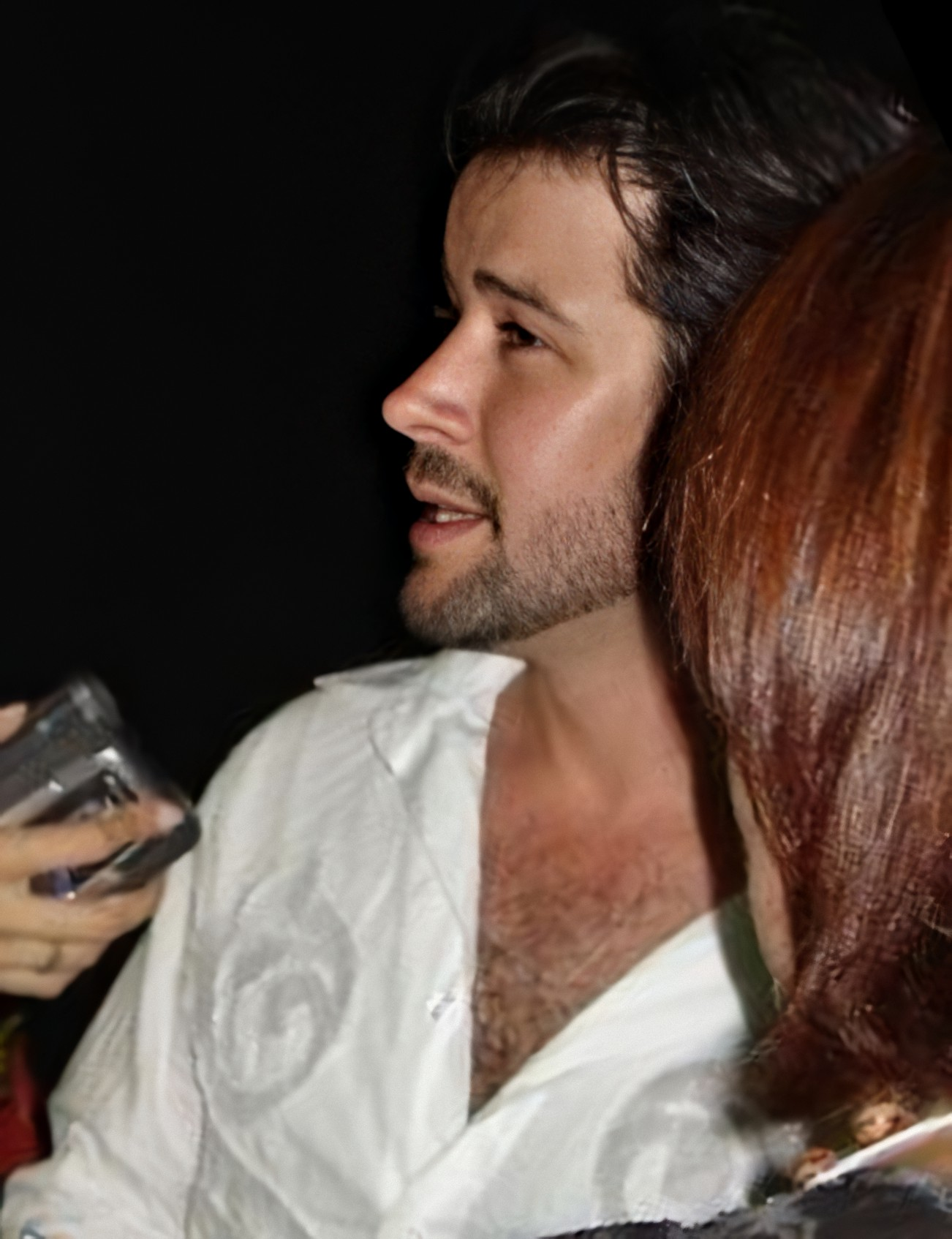
Murilo Benício

Murilo Benício Ribeiro (* 13. Juli 1971 in Niterói, Rio de Janeiro, Brasilien) ist ein brasilianischer Schauspieler.

## Leben
Murilo Benício ist der jüngste von vier Brüdern, seine Eltern sind Mário Luis Ribeiro und Berenice Benício. Bereits mit 10 Jahren begann er sich fürs Theater zu interessieren, nachdem er einen Film mit Charles Chaplin gesehen hatte. In diesem Alter bestieg er allein den Bus nach Rio und verließ seinen Heimatort Niterói, um am Teatro Tablado zu studieren. Im Jahr 1989 begab er sich nach Kalifornien, um Schauspieler zu werden. In San Francisco betätigte er sich als Reinigungskraft, Kellner und Pizzabote, um sich seinen Lebensunterhalt zu verdienen. Später kehrte er nach Brasilien zurück und sprach in den Ferien bei einem Schauspielerworkshop des Senders Rede Globo vor. Benício begann im Alter von 21 Jahren mit der Schauspielerei.
Benicios Fernsehrollen beinhalten die brasilianischen Telenovelas O Clone und América. Die Folgen wurden in Brasilien, in den Vereinigten Staaten, in Russland und in zahlreichen anderen Ländern in Lateinamerika, Asien und Europa ausgestrahlt. Er ist für seine Filmrollen in Woman on Top mit Penélope Cruz und Amores Possíveis bekannt. Im Jahr 2012 spielte er den „Tufão“ in der Telenovela Avenida Brasil.
Benício hat zwei Söhne mit den Schauspielerinnen Alessandra Negrini und Giovanna Antonelli.

## Filmografie (Auswahl)
Fernsehserien
- 1993: Fera Ferida
- 1995: Irmãos Coragem
- 1995: A Comédia da Vida Privada (Folge: Mãe é Mãe)
- 1996: Vira-lata
- 1997: Por Amor
- 1997: A Comédia da Vida Privada (Folge: Anchietanos)
- 1997: A Justiceira
- 1998: Meu Bem Querer
- 1999: Você Decide (Folgen: Plano B, O Terceiro Homem)
- 2000: Esplendor
- 2001: O Clone
- 2001: Brava Gente
- 2001: Os Normais
- 2003: Chocolate com Pimenta
- 2005: Os Amadores
- 2005: América
- 2006: Pé na Jaca
- 2008: A Favorita
- 2009: Força-Tarefa
- 2010: Ti Ti Ti
- 2012: Avenida Brasil

Filme
- 1990: Decisão
- 1995: O Monge e a Filha do Carrasco
- 1997: Os Matadarores
- 1999: Orfeu
- 1999: Até que a vida nos separe
- 2000: Woman on Top (Sabor da Paixão)
- 2001: Amores Possíveis – Mögliche Lieben (Amores Possíveis)
- 2002: Der Mann des Jahres (O Homem do Ano)
- 2004: Liebe, Sex und Seitensprünge (Sexo, Amor e Traição)
- 2005: Paid
- 2006: Seus Problemas Acabaram!
- 2007: Inesquecível
- 2012: E Aí… Comeu?

## Theaterauftritte
- 2003: Dois na Gangorra
- 2006: Fica Comigo Esta Noite